# Cổ Dũng
Cổ Dũng là một xã thuộc huyện Kim Thành, tỉnh Hải Dương, Việt Nam.

## Địa lý
Xã Cổ Dũng, nằm ở trung tâm Khu A của huyện Kim Thành, Quốc lộ 5A và đường sắt Hà Nội- Hải Phòng đi qua trên địa bàn dài 1,8 km, chia xã thành 2 phần: phía bắc nhỏ và phía nam lớn, có vị trí địa lý:
- Phía bắc giáp với xã Thượng Vũ
- Phía tây giáp với xã Cộng Hòa
- Phía đông giáp với xã Tuấn Việt
- Phía nam giáp sông Rạng, một nhánh sông thuộc hệ thống sông Thái Bình.

Xã Cổ Dũng có diện tích 4,12 km², dân số năm 2014 là 5.992 người, mật độ dân số 1.454 người/km².

## Lịch sử
Xã có tên chữ là Cổ Dũng, tên Nôm là Làng Giống, là vùng quê được hình thành từ lâu đời (giai đoạn Lý- Trần). Cổ Dũng đã từng là Trị sở của Phủ Kinh Môn và Phủ Kiến Thụy (Dư địa chí Hải Dương, tập I, trang 14).
Đầu thế kỷ 19, Cổ Dũng thuộc Tổng Lai Vu, huyện Kim Thành, Phủ Kinh Môn.
Vào đầu thế kỷ 19, Cổ Dũng là một xã thời xưa mang tên Cổ Dũng thuộc tổng Lai Vu huyện Kim Thành phủ Kinh Môn trấn Hải Dương. Tổng Lai Vu khi đó gồm 6 xã: Lai Vu, Cổ Dũng, Thượng Đỗ, Vũ Xá, Lai Khê, Tường Vu (Lai Vu nay là xã Lai Vu, Thượng Đỗ và Vũ Xá nay thuộc xã Thượng Vũ, Lai Khê và Tường Vu nay thuộc xã Cộng Hòa).
Đến năm 1831, trấn Hải Dương đổi thành tỉnh Hải Dương, nhưng tên gọi xã Cổ Dũng thì không đổi cho đến nay.
Từ năm 1946 trở về trước, xã có Đình Giống (hiện tại là địa điểm trường tiểu học và trung học cơ sở xã Cổ Dũng) là nơi thờ Thành Hoàng, có Lễ hội Làng Giống. Thành Hoàng là người Cổ Dũng họ Nguyễn, húy là Gia tên chữ là Lộc, sinh ngày Mùng một, tháng 1 năm Giáp Ngọ (1234), mất ngày 12 tháng 3 năm Kỷ Tỵ (1329), Người có công chiêu mộ dân binh cùng Trần Hưng Đạo đánh giặc Nguyên Mông, khi qua đời được Vua Trần phong Phúc Thần, nhân dân tôn Thành Hoàng làng. Đình Làng lập nên, Lễ hội Làng có từ đấy. Do Đình nằm trên sát Quốc lộ 5 nên khi thực dân Pháp xâm lược nước ta lần thứ 2 (năm 1948 theo lệnh của Ủy ban kháng chiến Huyện) Đình Giống đã bị thiêu trụi hết.

## Hành chính
Xã Cổ Dũng được chia thành 3 thôn:
- Thôn Bắc.
- Thôn Đông.
- Thôn Giữa.
Có 7 đơn vị hành chính dưới thôn, gọi là các đội được đặt từ 1 đến 7. Ngoài ra còn có các khu dân cư mới như: Khu Dịch Vụ, Trại Mới...

## Giáo dục
Trên địa bàn xã có hệ thống các trường từ mầm non đến Trung học cơ sở:
- Mầm non: với nhiều trường nằm ở nhiều thôn khác nhau.
- Tiểu học: trường Tiểu học Cổ Dũng.
- Trung học cơ sở: trường THCS Cổ Dũng nằm sát quốc lộ 5A, ngay cạnh Trường Tiểu học Cổ Dũng. Với truyền thống hiếu học, nhiều năm liền thầy và trò nhà trường đã đạt được những thành tích đáng tự hào.

## Văn hóa - Du lịch
Xã có các làng nghề mộc truyền thống.

### Di tích thắng cảnh
Lễ hội Đình làng Giống được khôi phục và tổ chức từ năm 2005, các hoạt động lễ hội trong 2 ngày (ngày 11 - 12 tháng 2 âm lịch).
Năm 2011 Đình làng được khôi phục xây dựng và lễ hội làng Giống được tổ chức tại Đình làng. Trên địa bàn xã còn một Đình Vuông với 9 gian ở Thôn Bắc, do không có kinh phí tu sửa, có thể sụp đổ, nên Đình phải rỡ bỏ năm 1977. Xã Cổ Dũng còn có một Chùa tên là Linh Ứng tự.